# Oriano Giovanelli
Oriano Giovanelli (nascido em 24 de dezembro de 1957) é um político italiano que serviu como prefeito de Pesaro (1992–2004) e deputado por duas legislaturas (2006–2008 e 2008–2013).